# Six Jours
Pour plus de détails, voir Fiche technique et Distribution.
Six Jours est un thriller français réalisé par Juan Carlos Medina et sorti en 2024,.

## Fiche technique
Sauf indication contraire, les informations mentionnées dans cette section peuvent être confirmées par les bases de données cinématographiques IMDb et Allociné,  présentes dans la section « Liens externes ».
- Titre original : Six Jours
- Réalisation : Juan Carlos Medina
- Scénario : Denis Brusseaux et Guillaume Mautalent avec la collaboration de Juan Carlos Medina, d'après le film original de Jeong Guen-seop
- Musique : Johan Söderqvist
- Décors : Philippe Chiffre
- Costumes : Emmanuelle Youchnovski
- Photographie : Renaud Chassaing
- Son : Antoine Deflandre
- Montage :
- Production : Thierry Desmichelle, Rémi Jimenez, Éric Laroche, Evelyne Quesnel, Raphaël Rocher et Nicolas Rolland
  - Coproduction : Guy Boutros, Véronique Bénabou, Julia Gabreau, Daniela Romano, Jérôme Rougier et Bastien Sirodot
  - Production déléguée : David Giordano
- Sociétés de production : Empreinte Digitale
- Sociétés de distribution : SND
- Pays de production :  France
- Langue originale : français
- Format : couleur
- Genre : thriller
- Durée : 104 minutes
- Dates de sortie :
  - France : 11 décembre 2024 (avant-premières à Dunkerque et à Lomme)[3] ; 1er janvier 2025 (sortie nationale)
  - Belgique : 8 janvier 2025

## Distribution
- Sami Bouajila : Malik
- Julie Gayet : Anna
- Anne Azoulay : Catherine
- Yannick Choirat : Fred
- Philippe Résimont : Frank
- Dimitri Storoge : Joubert
- Manon Azem : Nowak
- Marilyne Canto : Le Goff
- Olivia Bonamy : Juge Salvo
- Gilles Cohen